# Margherita Zanatta
Margherita Zanatta (Varese, 13 febbraio 1982) è un personaggio televisivo, conduttrice televisiva e conduttrice radiofonica italiana.

## Biografia
Figlia di Marino Zanatta, ha acquisito notorietà dopo essere stata, nella stagione 2010/2011, una delle concorrenti dell'undicesima edizione del Grande Fratello, alla quale si è classificata al terzo posto con il 15% dei voti. Per diversi anni ha lavorato come speaker radiofonica per l'emittente di Locarno Radio Fiume Ticino, prima e dopo l'esperienza al Grande Fratello. Per quanto riguarda la carriera televisiva, dopo l'esperienza al GF è stata una delle inviate di Videonews per i contenitori Mattino Cinque, Pomeriggio Cinque e Domenica Cinque. Dopo aver partecipato, tra le varie ospitate televisive, al veglione Capodanno Cinque, è stata una delle vallette del Chiambretti Sunday Show su Italia 1.
Dal 2011 ha anche recitato in alcuni film, ottenendo parti minori ne I soliti idioti, Operazione vacanze e Una notte da paura. Tra il 2012 e il 2013 è stata una delle conduttrici della nuova rete Vero, insieme a Éva Henger, Marco Columbro, Laura Freddi, Corrado Tedeschi e Marisa Laurito; per la rete conduce Hobby e Chiacchiere. Nel 2013 è stata anche la protagonista femminile del videoclip per il brano Doppiogiochista, singolo degli Ego. Dal giugno 2013 recita nella sitcom La cena dei cretini, in onda su Comedy Central, divenendo quindi uno dei volti femminili di punta di Comedy Central, insieme a Melita Toniolo e Justine Mattera. Nel 2015 è una delle opinioniste fisse di Pomeriggio Cinque, nello spazio dedicato al Grande Fratello. È stata speaker radiofonica di Radio Novella 2000. 
Giornalista pubblicista dal 2015, scrive per il settimanale Visto e la testata Urbanpost. Nel settembre 2016 ritorna nell'emittente Radio Fiume Ticino. Dal 28 maggio 2018 conduce su 7 Gold, Processo ai mondiali, spin-off de Il processo di Biscardi.

## Programmi televisivi
- Grande Fratello 11 (Canale 5, 2010-2011) – Concorrente
- Mattino Cinque (Canale 5, 2011-2012) – Inviata
- Pomeriggio Cinque (Canale 5, 2011-2012) – Inviata
- Domenica Cinque (Canale 5, 2011-2012) – Inviata
- Chiambretti Sunday Show (Italia 1, 2011-2012) – Valletta
- Hobby (Vero, 2012) – Conduttrice
- Chiacchiere (Vero, 2012-2013) – Conduttrice
- Pomeriggio Cinque (Canale 5, 2015) – Opinionista
- Processo ai mondiali (7 Gold, 2018) – Conduttrice
- Ciao Darwin (Canale 5, 2019) – Concorrente cat. "TV"